# 8大森林樂園

8大森林樂園，是一座位於台灣屏東縣潮州鎮的主題公園。

## 外部連結
- 8大森林樂園的Facebook專頁
- 8大森林樂園的Instagram帳戶